# Borboletinha-baiana
Borboletinha-baiana (nome científico: Phylloscartes beckeri) é uma espécie de ave da família dos tiranídeos. É uma espécie endêmica do Brasil, encontrada apenas nos estados da Bahia e Minas Gerais.